# Dia da Independência (Tajiquistão)
O Dia da Independência do Tajiquistão (tadjique: Рӯзи Истиқлолияти Ҷумҳурии Тоҷикистон, russo: День независимости Таджикистана), é o principal feriado nacional da República do Tajiquistão celebrado no dia 9 de setembro.
Em 9 de setembro de 1991, na sessão do Soviete Supremo, uma resolução e declaração "Sobre a Independência do Estado da República do Tajiquistão" foi adotada, sendo formalmente assinada pelo presidente interino Qadriddin Aslonov. O Tajiquistão conquistou a independência formalmente em 26 de dezembro de 1991 em conexão com a dissolução da União Soviética.

## Comemorações
O dia 9 de setembro é o principal feriado oficial do país e é comemorado todos os anos. A tradicional saudação de 21 tiros e fogos de artifício junto aos desfiles militares da Guarnição Militar de Dushanbe ocorrem na capital, Duchambé.
As famílias tadjiques costumam celebrar o feriado com pequenas festas tradicionais, bem como com a decoração de carros, prédios e ruas com bandeiras tadjiques. Os canais de televisão como Televidenye Tajikistana e TV Varzish transmitem os eventos oficiais ao vivo.